# فلاديمير مينورسكي
فلاديمير مينورسكي (1877 - 1966 م) هو مستشرق روسي. تخصص في دراسة تاريخ إيران والفارسية.

## آثاره
- «حدود العالم»، لمؤلف مجهول كتبه سنة 372 هـ، مع ترجمة إنگليزية، لندن، سنة 1937.
- كتاب شرف الزمان طاهر المروزي عن الصِّين والترك والهند، النص مع ترجمة وتعليق، لندن سنة 1942 م.
- «الرسالة الثانية» لأبي رُكف يشعر به المهلهل، القاهرة سنة 1955.
- «ما وراء القوقاز».